# Louis Van Der Herten
Louis Van Der Herten (ur. w 1904, zm. w 1982) – belgijski zapaśnik walczący w stylu wolnym. Olimpijczyk z Amsterdamu 1928, gdzie zajął ósme miejsce w wadze średniej.

## Turniej wAmsterdamie 1928
| Konkurencja      | Walki                  | Klas. końcowa |
| Konkurencja      | 1/4                    | Miejsce       |
| ---------------- | ---------------------- | ------------- |
| 79 kg styl wolny | Ralph Hammonds (USA) P | 8.            |